# Cultivator No. 6

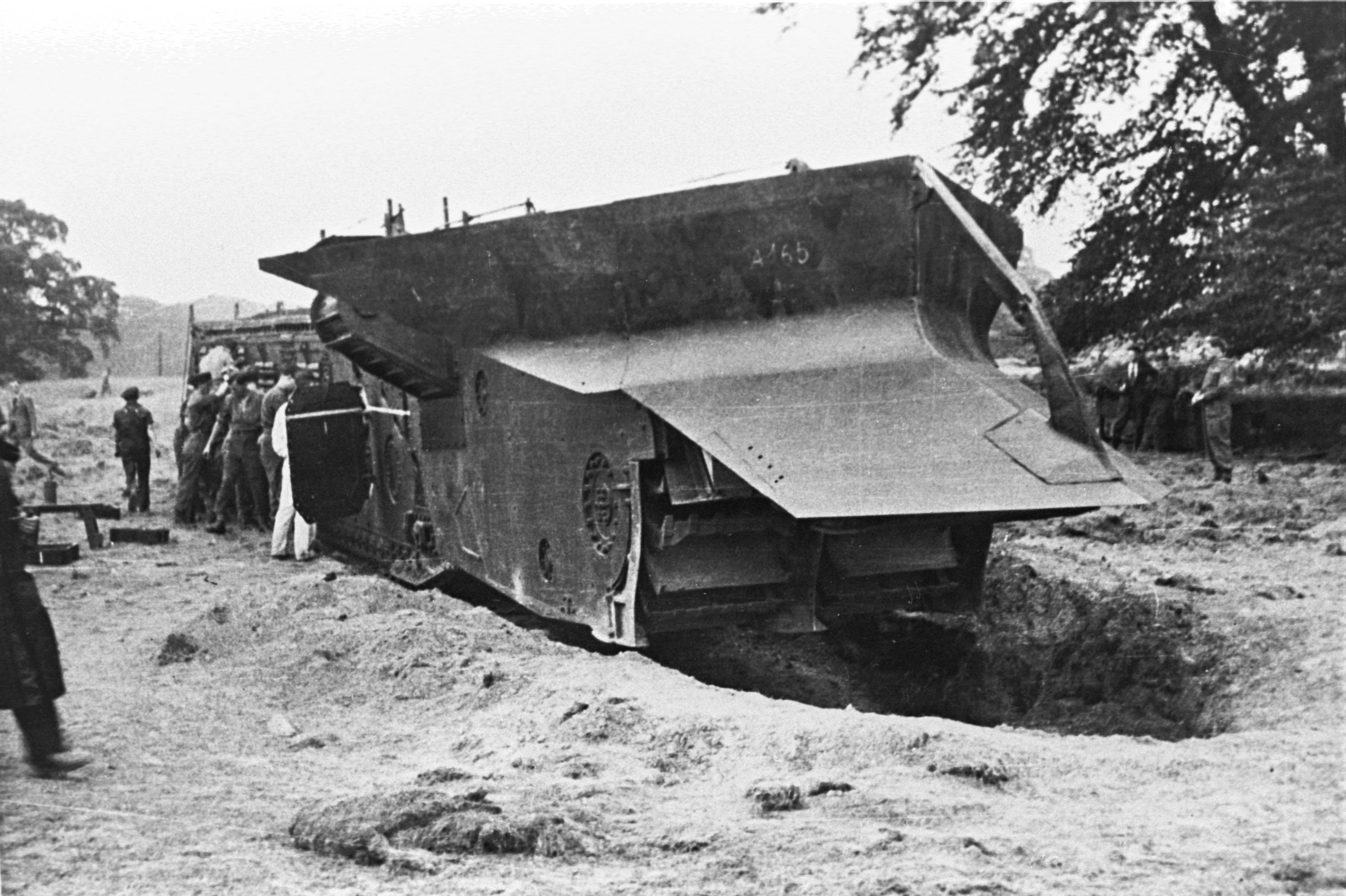
Widok przedniej części Nellie. Widoczne narzędzie kopiące i pług

Cultivator No. 6 (także White Rabbit Number Six lub Nellie) – brytyjska prototypowa maszyna do skrytego wykonywania transzei, opracowana na początku II wojny światowej.

## Tło historyczne
Znaczna część I wojny światowej toczyła się jako wojna pozycyjna. Między liniami umocnień wrogich armii znajdował się pas ziemi niczyjej o szerokości kilkuset metrów. Atakująca frontalnie piechota musiała, po wyjściu ze swoich ukryć, pokonać pieszo kilkaset metrów, a następnie zasieki i pola minowe. W tym czasie obrońcy ogniem artyleryjskim oraz z broni strzeleckiej mogli zadawać atakującym olbrzymie straty. Możliwość bezpiecznego przeprowadzenia żołnierzy do okopów nieprzyjaciela zmieniłaby sytuację.
Już w czasach I wojny światowej, zarówno w armii niemieckiej, jak i brytyjskiej oraz francuskiej rozpoczęto działania polegające na wykopaniu tuneli pod ziemią niczyją. W 1916 wojska brytyjskie miały około 25 tysięcy osób w kompaniach tunelowych. Kompanie te używały profesjonalnego sprzętu górniczego. Pojawiły się idee zamontowania wyposażenia na pojazdach, lecz rozwój techniki został zatrzymany z końcem wojny i prace koncepcyjne prowadzone były na małą skalę.

## Historia
Jesienią 1939, w związku z przystąpieniem Wielkiej Brytanii i Francji do wojny Winston Churchill (wówczas Pierwszy Lord Admiralicji) przypomniał pomysł. Churchill znakomicie pamiętał rzeź wojny pozycyjnej i ofiarę jaką złożyło społeczeństwo francuskie w czasie pierwszej wojny światowej, według jego intencji chciał on zmniejszyć liczbę ofiar które miałby pochłonąć atak na niemiecką Linię Zygfryda.

Wiedziałem jak głęboko rzeź poprzedniej wojny wgryzła się w duszę Francuzów. Daliśmy Niemcom czas na zbudowanie Linii Zygfryda. Jakże przerażające byłoby cisnąć Francuzów ponownie na ten mur stali i betonu!

Armia jednak nie wykazała zainteresowania i Churchill utworzył Department of Naval Land Equipments (dosł. Departament Lądowego Sprzętu Marynarki) i rozpoczęto prace projektowe. Model maszyny (o długości ok. 1,2 m) był zademonstrowany w grudniu 1939 i uzyskał aprobatę. Na dalsze prace przeznaczono milion funtów. 22 stycznia 1940 złożono zamówienie na 240 sztuk maszyn, w tym 200 typu Infantry (dosł. „piechota”) i 40 typu Officer (dosł. „oficer”, umożliwiających użycie czołgów). Budowę zlecono firmie Ruston-Bucyrus z Lincoln. Docelowo planowano budować około 20 maszyn tygodniowo, lecz po ewakuacji sił brytyjskich z kontynentu i upadku Francji projekt znacznie stracił na znaczeniu. Zamówienie zredukowano do 33 sztuk, wyprodukowano 5 sztuk, które poddawano próbom. Projekt został całkowicie zarzucony w 1943. Ostatnią maszynę (prawdopodobnie pierwszy egzemplarz) zezłomowano na początku lat 50. XX wieku.

## Opis techniczny
Poruszająca się na gąsienicach o szerokości 61 cm maszyna składała się z trzech części, połączonych przegubowo. Głowica robocza, ważąca około 30 ton zawierała pług odsuwający wierzchnie 75 cm gleby oraz głowicę kopiącą, która pogłębiała wykop o kolejne 75 cm. Wykopana ziemia była transportowana za pomocą taśmociągów i usypywała dodatkowo parapet o wysokości około 0,6-1 metra. Korpus pojazdu składał się z dwóch części (przedniej i tylnej) o wadze 45 i 55 ton. Ułatwiało to transport, a połączenia w całość miały dokonywać warsztaty polowe. Całość miała długość 23,6 m, szerokość 2,21 m i wysokość 3,18 m, a ważyła 130 ton.
Pojazd miał dwa silniki Diesla Paxman 12TP o mocy 600 KM każdy. Jeden z nich napędzał układ jezdny, drugi zasilał głowicę roboczą i taśmociągi. Początkowo planowano użycie jednego silnika Rolls-Royce Merlin o mocy 1000 KM, lecz okazało się, że przy ciągłej pracy osiąga moc około 800 KM, co było niewystarczające. Dodatkowo, używanie benzyny jako paliwa groziło wybuchem.
W ciągu godziny pojazd mógł wykonać 680-1080 metrów transzei, przerzucając w tym czasie 8 tysięcy ton gruntu. Prędkość na powierzchni wynosiła 4,9 km/h.
Załogę stanowił dowódca (mogący obserwować sytuację na powierzchni za pomocą peryskopów), kierowca pojazdu i mechanik obsługujący koparkę. Pojazd nie miał uzbrojenia.
Pojazdy typu Officer (przeznaczone do wykonywania transzei dla czołgów) miały mieć konstrukcję umożliwiającą czołgom i samochodom wyjechanie po ich grzbiecie z transzei na powierzchnię.

## Nazwy
Mimo krótkiej historii pojazd znany był pod wieloma nazwami. Początkowo nazwany White Rabbit Number Six (Biały Królik No. 6), ale nazwa była zbyt nawiązująca do Białego Królika z Alicji w Krainie Czarów, wskazując na poruszanie się pod ziemią. Zmieniono nazwę na Cultivator No. 6 (Kultywator). Gdy prace przejęte zostały przez Department of Naval Land Equipments, od skrótu nazwy urobiono NLE Tractor, skąd blisko było do Nellie. Churchil zaś mówił o projekcie mole („kret”), czasem używając mechanical mole („mechaniczny kret”). W zakładach Paxman figurowała jako No man's Land Excavator (koparka ziemi niczyjej). Czasem też nazywana jest podziemnym czołgiem.